# Teresa Burga
Teresa Burga (Iquitos, 1935 – Lima, 11 de febrer de 2021) fou una artista feminista peruana.

## Trajectòria
Les obres de Teresa Burga combinen elements del pop art, la poesia visual, l'art conceptual i el conegut com a information art, que giren al voltant de temes relacionats amb la representació de les dones en els mitjans de comunicació. Burga desafia les construccions de la identitat femenina i explora la mecanització i la burocratització del treball i l'oci en la vida quotidiana.
La seva sèrie de petits dibuixos a tinta realitzats en la dècada de 1970, es basa en motius procedents de la publicitat. Burga hi qüestiona els models de la bellesa immaculada sotmetent-se ella mateixa a un examen que es pot observar i contrastar, de manera que destapa la naturalesa artificiosa de l'ideal de bellesa femenina difós a través de la publicitat. En molts dels seus dibuixos, Burga indica el temps exacte que hi va dedicar: la data i hora en què va començar i va acabar la feina, així com les de qualsevol interrupció o pausa. Amb això cada obra es converteix en un registre del temps dedicat a la seva creació, una cosa poc o gens habitual en el context de l'art i que reflecteix la visió que l'artista té de la seva obra com a treball remunerat. Amb aquests dibuixos queda difuminada la línia entre l'activitat artística i el treball assalariat.